# ACY3
ACY3 (англ. Aminoacylase 3) – білок, який кодується однойменним геном, розташованим у людей на 11-й хромосомі. Довжина поліпептидного ланцюга білка становить 319 амінокислот, а молекулярна маса — 35 241.
| 10         |  | 20         |  | 30         |  | 40         |  | 50         |
| ---------- |  | ---------- |  | ---------- |  | ---------- |  | ---------- |
| MCSLPVPREP |  | LRRVAVTGGT |  | HGNEMSGVYL |  | ARHWLHAPAE |  | LQRASFSAVP |
| VLANPAATSG |  | CRRYVDHDLN |  | RTFTSSFLNS |  | RPTPDDPYEV |  | TRARELNQLL |
| GPKASGQAFD |  | FVLDLHNTTA |  | NMGTCLIAKS |  | SHEVFAMHLC |  | RHLQLQYPEL |
| SCQVFLYQRS |  | GEESYNLDSV |  | AKNGLGLELG |  | PQPQGVLRAD |  | IFSRMRTLVA |
| TVLDFIELFN |  | QGTAFPAFEM |  | EAYRPVGVVD |  | FPRTEAGHLA |  | GTVHPQLQDR |
| DFQPLQPGAP |  | IFQMFSGEDL |  | LYEGESTVYP |  | VFINEAAYYE |  | KGVAFVQTEK |
| FTFTVPAMPA |  | LTPAPSPAS  |  |            |  |            |  |            |

A: Аланін

C: Цистеїн

D: Аспарагінова кислота

E: Глутамінова кислота

F: Фенілаланін

G: Гліцин

H: Гістидин

I: Ізолейцин

K: Лізин

L: Лейцин

M: Метіонін

N: Аспарагін

P: Пролін

Q: Глутамін

R: Аргінін

S: Серин

T: Треонін

V: Валін

W: Триптофан

Кодований геном білок за функцією належить до гідролаз. 
Задіяний у такому біологічному процесі, як взаємодія хазяїн-вірус. 
Білок має сайт для зв'язування з іонами металів, іоном цинку. 
Локалізований у клітинній мембрані, цитоплазмі, мембрані.